# Federico Carlos Guillermo de Hohenlohe
El Príncipe Federico Carlos Guillermo de Hohenlohe-Ingelfingen (16 de febrero de 1752 - 16 de enero de 1814) fue un general en el servicio militar de la Casa de Habsburgo durante la Guerras Revolucionarias Francesas y las guerras napoleónicas. Nació en Ingelfingen, en el sudoeste de Alemania, el 16 de febrero de 1752.

## Familia
La familia de Hohenlohe-Ingelfingen descendía del Conde Cristián Kraft de Hohenlohe-Ingelfingen, cuyos cuatro hijos varones sostuvieron el título concurrentemente. Cristián Kraft era el hijo menor del conde de Hohenlohe-Langenburg und Gleichen. Contrajo matrimonio circa 1700 con María Catalina Sofía de Hohenlohe-Waldenburg, una prima, y tuvieron diecisiete hijos, diez de los cuales sobrevivieron y pasaron la adolescencia. Enrique Augusto de Hohenlohe-Ingelfingen (1715-1796), el duodécimo hijo, contrajo matrimonio circa 1750 con Guillermina Leonor de Hohenlohe-Neuenstein-Oehringen (1714-1794); después de tres hijas, la pareja tuvo un hijo, Federico Carlos Guillermo; un segundo hijo murió antes de cumplir los seis años, a lo que siguieron dos hijos más.

## Carrera militar temprana
Federico Carlos Guillermo entró en el servicio militar Habsburgo como coracero en 1772. Comandó el regimiento de dragones Waldeck en las guerras de Austria con el Imperio otomano en 1788-1789. Durante las Guerras Revolucionarias Francesas, sirvió en el Ejército imperial del Alto Rin, a las órdenes del General de Caballería Dagobert Sigmund von Wurmser. En 1781, era mayor en 39.º Regimiento de Dragones Waldeck, que comandó como coronel en las guerras de Austria contra los turcos en 1788-89. También recibió la Orden de San Huberto bávara.

## Acciones en las Guerras Revolucionarias Francesas
En 1793 sirvió en el Ejército del Alto Rin, a las órdenes del General de Caballería Graf Wurmser. En 1794 luchó en el Rin, a las órdenes del Feldzeugmeister (General de Infantería) Federico Guillermo de Hohenlohe-Kirchberg y se distinguió en las acciones cerca de Kaiserslautern (20 de septiembre) y Oggersheim (9 de octubre). El 11 de octubre de ese año el Príncipe Federico fue promovido a Mayor General. En 1795, el príncipe tomó parte en el exitoso asalto sobre Maguncia (29 de octubre) y fue victorioso en la acción en Bacharach (17 de diciembre). En 1796 sirvió en Alemania a las órdenes del Archiduque Carlos y estuvo presente en la batalla de Wurzburgo como comandante de brigada de la caballería.
En 1799, el príncipe combatió en el Rin como comandante de brigada en la división de caballería del teniente mariscal de campo Johann Sigismund, Conde Riesch y se distinguió en la batalla de Stockach, el 25-26 de marzo, cuando sus coraceros irrumpieron y dispersaron la división de caballería de reserva de Jean-Joseph Ange d'Hautpoul.
El 3 de noviembre, por propia iniciativa, atacó a los franceses bajo el mando de Michel Ney en Löchgau-Erligheim en el río Enz, derrotándoles decisivamente, y conduciéndolos al oeste hasta Sinsheim. Esta acción convenció a François Lecourbe, comandante francés en el sitio de Philippsburg, de retirarse. Por la acción del príncipe en el Enz, el emperador Francisco II del Sacro Imperio Romano Germánico le concedió la Cruz de Caballero de la Orden Militar de María Teresa el 21 de noviembre de 1799.
El 2-3 de diciembre de 1799, comandaba la 3.ª Columna de Asalto, con tres batallones y 26 escuadrones de caballería, bajo el mando global del teniente mariscal de campo Anton, Graf Sztáray, en la victoria imperial en Wiesloch sobre las tropas francesas de François Lecourbe. El 6 de marzo de 1800 fue ascendido a teniente mariscal de campo y transferido de nuevo al ejército imperial en el Sur de Alemania, bajo el mando de Paul Kray. Subsiguientemente comandó una división de caballería en el centro imperial en la derrota en la batalla de Hohenlinden el 3 de diciembre.

## Guerras Napoleónicas
En 1801, fue elegido Coronel-Propietario del 7.º Regimiento de Dragones. Antes de la Capitulación de Ulm, él, el príncipe Carlos Felipe de Schwarzenberg, y el archiduque Fernando de Austria-Este rompieron el cordón francés que rodeaba la ciudad y escaparon a Bohemia, perseguidos acaloradamente por la caballería francesa. El 5 de noviembre, comandaba un columna de caballería austriaca en la batalla de Dürenstein y unas pocas semanas más tarde, comandaba la caballería austriaca en la derrota Aliada en la batalla de Austerlitz.
La decisiva victoria francesa en la Batalla de Austerlitz sobre las fuerzas combinadas de los ejércitos ruso y austriaco obligaron a la retirada austriaca de la Coalición. La subsiguiente Paz de Pressburg, firmada el 26 de diciembre de 1805, reforzó los anteriores tratados de Campo Formio y Lunéville. Además, Austria cedió territorios a los aliados germanos de Napoleón, y pagó una indemnización de 40 millones de francos. La victoria en Austerlitz también dio a Napoleón la libertad de crear una zona tampón de estados alemanes entre Francia y Prusia, Rusia y Austria. Estas medidas no establecieron una paz duradera en el continente. Las preocupaciones prusianas sobre el crecimiento de la influencia francesa en Europa Central precipitaron la Guerra de la Cuarta Coalición en 1806, en la que Austria no participó.
Austria no volvió a la guerra activa contra Francia hasta la Campaña del Danubio de 1809. Aungque los Habsburgo tuvieron a duras penas una victoria en Aspern-Essling, la campaña resultó en otra derrota decisiva en Wagram. En esta campaña, el príncipe no vio servicio activo, aunque por nueve meses en 1809, sirvió como Adlatus (noble adjunto y mentor) del comandante general en Galicia. En diciembre, se retiró a sus fincas en Hungría, donde murió el 16 de junio de 1815 en Kaschau, actual Košice, en Eslovaquia.